# Thalictrum rutifolium
Thalictrum rutifolium är en ranunkelväxtart som beskrevs av Joseph Dalton Hooker och Thomson. Thalictrum rutifolium ingår i släktet rutor, och familjen ranunkelväxter. Inga underarter finns listade i Catalogue of Life.